# Палая листва
«Палая листва» (исп. La hojarasca) — повесть колумбийского писателя Габриэля Гарсии Маркеса, написанная в 1948 году. Автору понадобилось 7 лет, чтобы найти издателя. Повесть широко известна как первое произведение Гарсии Маркеса о выдуманном городке Макондо, который станет местом действия для персонажей культового романа писателя «Сто лет одиночества», в который также попали и некоторые персонажи «Палой листвы», включая культового героя писателя — полковника Аурелиано Буэндиа.

## Сюжет
Действие повести разворачивается в Макондо и охватывает 25 лет жизни городка. Перед нами проплывают воспоминания трех членов семьи: полковника, его дочери Исабель и внука. После смерти доктора, страстно ненавидимого всей деревней, но неразрывно связанного с патриархом семьи, эти люди понимают, что находились в сильной духовной зависимости от этого человека, и теперь им предстоит найти путь к новой жизни.